# 愛媛県道218号北伊予停車場線
愛媛県道218号北伊予停車場線（えひめけんどう218ごう きたいよていしゃじょうせん）は、伊予郡松前町神崎から同町出作まで至る一般県道である。
JR予讃線の北伊予駅から愛媛県道16号松山伊予線を結ぶ道路である。

## 概要

### 路線データ
- 陸上距離：0.2 km
- 起点：松前町神崎（北伊予駅）
- 終点：松前町出作（愛媛県道16号松山伊予線交点）

## 地理

### 通過する自治体
- 松前町

### 交差する道路
- 愛媛県道16号松山伊予線

### 沿線にある施設など
- 北伊予駅
- 北伊予郵便局